# Skoliomonas
A Skoliomonas a Barthelona közeli rokon nemzetsége az eukarióták bazális Metamonada kládjában. Monotipikus: egyetlen ismert faja a Skoliomonas litria. Hipersós lúgos tavakban él Tanzániában és Észak-Amerikában.

## Etimológia
A Skoliomonas a görög σκολιός (szkoliosz), hajlott – utalva a csavart ventrális sejtszájra és a sejt íves megjelenésre – és a μονάς (monasz), egység – egysejtűeknél használt gyakori utótag – szavakból származik. A litria fajnévjelző a görög ́τρον (litron) – a νίτρον (nitron) másik alakja –, nátrium-karbonát szóból ered, a szót Hérodotosz az ókori Egyiptomban balzsamozásra használt sókra használta, melyek a Nátron-völgy karbonátgazdag tavaiból származnak. A szerzők az ógörög szó Afrikára jellemző változatát választották az afrikai típushely és a lúgos tavak helyi kultúrával és történelemmel való kapcsolatai miatt.

## Morfológia
A Skoliomonas ostoros egysejtűek nemzetsége. A sejtek elöl lekerekítettek, hátul csúcsosak, ventrális oldaluk lapos, dorzális oldaluk kiemelkedik. A ventrális oldal nagy nyílást tartalmaz, amely más bazális eukariótákra jellemző. A sejtek aszimmetrikusak: baloldalt van a legtöbb sejtplazma, a sejtmag és számos nagy emésztő űröcske, melyekben gyakran zsákmányai – baktériumok – vannak. A jobb oldal javát a sejtszáj jobb széle tölti ki. Típusizolátuma, a TZLM3-RCL, összetett cisztákat alkot 2 fallal és jól látható tömött pórussal, ez az első ilyen csoport a Metamonadában.
A sejtek 2 eltérő hosszú ventrális irányú szubapikális ostorral rendelkeznek. Jól látható ajak indul az ostor kiindulásából a sejtszáj jobb oldalától a hátulsó csúcsos végéig. Az elülső ostor a sejttel közel azonos hosszú, és előre mutat. A hátulsó ostor kétszer akkora, és különösen széles (1 μm) ostormélyedése van a sejtszáj hosszán, mely a sejttesttől elmutat.
A sejtszáj enyhén jobbra hajlik, ahogy a sejtbe mélyedik, és hátulsó vége nagy nyílással rendelkezik, melyről a jobb széle alatt nagy sejtgarat nyílik. Az erős sejtbeli szerkezet által támasztott sejtgarat a dorzális oldal mentén a sejt elülső csúcsa felé nyúlik ki. Ez kizárólag a Skoliomonasra és a Barthelona nemzetségre jellemző, mivel a legtöbb Metamonada-faj (a „Carpediemonas-szerű élőlények”) sejtgaratja rövid, diszkrét, és a sejt bal oldala felé mutat. A Skoliomonas a legtöbb Metamonada-fajra nagy ostormélyedésében hasonlít, mely a Barthelonában nincs jelen.
Hátulsó tüskéje akár a sejttest hosszának felét is kiteheti, emésztő űröcskéi pedig eltorzíthatják a sejt alakját.

## Ökológia
A Skoliomonas anaerob bakterivor mikroorganizmusok nemzetsége. Típusfaja, a Skoliomonas litria haloalkalifil, mivel hipersós lúgos tavakban él.

## Rendszertan
A Skoliomonas nemzetséget Yana Eglit  et al. írták le 2024-ben lúgos hipersós tavak, például a Manyara-tó (Tanzánia), a Goodenough-tó (Brit-Kolumbia, Kanada) és a Szappan-tó (Washington állam, Amerikai Egyesült Államok) – üledékeiből. Az izolátumokat tenyésztették, fény- és transzmissziós elektronmikroszkóppal megfigyelték, és szekvenálták filogenetikai helyzetük meghatározásához. Az eredményeket 2024-ben közölték a nemzetség leírásával és annak típus- és 2025-ben egyetlen megnevezett fajával, a S. litriával.
SSU rRNS-alapú filogenetikai elemzésekben a Skoliomonas-izolátumok kládja a Barthelona testvércsoportja, a két csoport együtt a Fornicata testvércsoportját alkotja a Metamonada törzsben, e csoportot „BaSk”-nak nevezték el Williams  et al.

## Genetika
A Skoliomonas a mitokondriális vas-kén csoport-összetevő rendszerét elvesztette, ezt feltehetően archeákból származó SUF-szerű minimális rendszer helyettesítheti. Ezt egy egyesült SmsCB fehérje teszi lehetővé, melyet feltehetően horizontális géntranszferrel szerzett a klád. Ez lehetővé tette az ISC rendszer egyszerűsödését a Barthelonában, illetve elvesztését a Skoliomonasban.
A S. litria rendelkezik mitokondriális feldolgozó peptidázokkal, preszekvenciás proteázokkal, lehetséges mitokondriális hordozófehérjével, de annak helye – mivel előfordulhat peroxiszómákban és más sejtszervecskékben – és szubsztrátspecificitása nem ismert, valamint lehetséges Sam50-homológgal, mely azonban nem alkot kládot a mitokondriális Sam50 fehérjékkel, ehelyett a bakteriális BamA és a Sam50 kládok közt van. Ez utóbbi fehérjének nem találták ortológját más Barthelona- vagy Skoliomonas-genomban. Bár a lehetséges Sam50 fehérje lehetséges intermemebrán POTRA doménnel rendelkezik, a fehérje β-hordói kisebbek, és például az élesztő és más jól ismert fajok Sam50 fehérjéjétől eltérő konformációt mutatnak. Nem ismert, hogy e fehérjék egyáltalán sejtszervecskéhez kerülnek-e.

### Genomika
A S. litria és 2 besorolatlan Skoliomonas-klád közel teljes genomvázlatait Williams  et al. írták le 2024-ben. Egy acetil-CoA-szintáz és egy maláttal kapcsolatos enzim génje megtalálható e genomban, ezek és az SmsCB gén a 100 leginkább expresszált gén közt voltak, a többi BaSk-kládban ez utóbbi expressziója kisebb.